# Elopiformes
Ordre
Les Elopiformes constituent un ordre de poissons téléostéens.

## Liste des familles
Selon World Register of Marine Species (1 octobre 2015) :
- famille des Elopidae Valenciennes, 1847 -- guinées, tarpons
- famille des Megalopidae Jordan & Gilbert, 1883

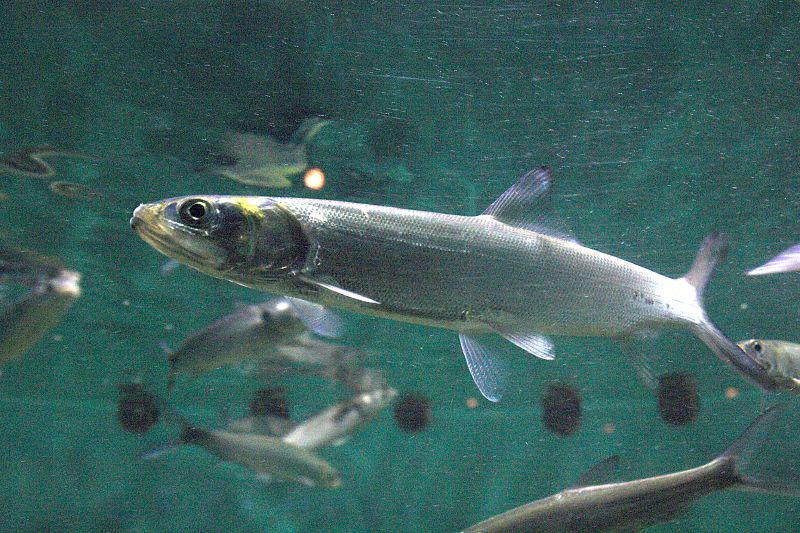
Elops saurus
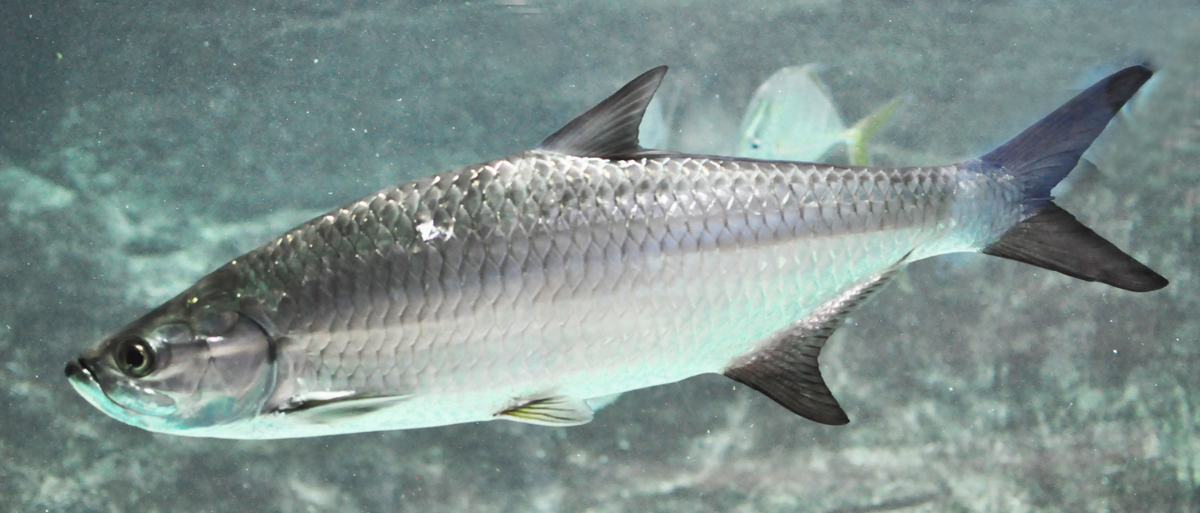
Megalops atlanticus

Selon IRMNG (16 décembre 2020) : 
- famille des Anaethalionidae Gaudant, 1968 †
- famille des Elopidae Bleeker, 1852
- famille des Eurokidae Bartholomai, 2010 †
- famille des Megalopidae
- famille des Protelopidae Saint-Seine, 1949 †
- genre Daitingichthys Arratia, 1987 †
- genre Eoprotelops Saint-Seine, 1949 †
- genre Naiathaelon Poyato-Ariza & Wenz, 1994 †
- sous-ordre des Pachyrhizodontoidei incertae sedis †
- incertae sedis (en attente de rattachement à une famille) :
  - genre Carsothrissops D'Erasmo, 1946 †
  - genre Chongichthys Arratia, 1982 †
  - genre Coryphaenopsis Fric & Bayer, 1902 †
  - genre Dactylopogon Marck in Marck & Schlüter, 1868 †
  - genre Davichthys Forey, 1973 †
  - genre Ectasis Jordan & Gilbert, 1919 †
  - genre Esocelops Woodward, 1901 †
  - genre Lyrolepis Romanowski, 1886 †
  - genre Opistopteryx Pictet & Humbert, 1866 †
  - genre Ostariostoma Schaeffer, 1949 †
  - genre Pronotacanthus Woodward, 1900 †
  - genre Protelops Laube, 1885 †
  - genre Protostomias Arambourg, 1933 †
  - genre Tachynectes Marck, 1863 †